# Green Blues
Green Blues è un album di Grant Green, pubblicato dalla Muse Records nel 1973. Il disco fu registrato il 15 marzo 1961 al Bell Sound Studios di New York City, New York (Stati Uniti). Originariamente, nel 1961, il disco fu pubblicato a nome della Dave Bailey Quintet con il titolo di Reaching Out dall'etichetta Jazztime Records (Jazztime, JT 003), e solo in seguito fu pubblicato 
dalla Muse Records, inoltre gli stessi brani con tre brani bonus aggiunti furono pubblicati dalla Black Lion Records (BLCD 760129) con il titolo anch'esso di Reaching Out.

## Tracce
Lato A
1. One for Elena – 6:13 (Billy Garner)
2. Our Miss Brooks – 7:00 (Harold Vick)
3. A Flick of a Trick – 8:26 (Ben Tucker)

Lato B
1. Falling in Love with Love – 5:29 (Richrad Rodgers, Lorenz Hart)
2. Baby, You Should Know It – 9:24 (Ben Tucker)
3. Reaching Out – 5:30 (Rudy Schaffer)

Edizione CD del 1989, con il titolo di Reaching Out, pubblicato dalla Black Lion Records (BLCD 760129)
1. Reaching Out (Take 4) – 5:30 (Rudy Schaffer)
2. Our Miss Brooks (Take 4) – 7:00 (Harold Vick)
3. A Flick of a Trick (Take 1) – 8:26 (Ben Tucker)
4. One for Elena (Take 5) – 6:13 (Billy Garner)
5. Baby, You Should Know It (Take 3) – 9:24 (Ben Tucker)
6. Falling in Love with Love (Take 1) – 5:29 (Richrad Rodgers, Lorenz Hart)
7. Reaching Out (Take 1) – 6:44 (Rudy Schaffer)
8. Our Miss Brooks (Take 1) – 10:06 (Harold Vick)
9. One for Elena (Take 4) – 7:48 (Billy Garner)

## Musicisti
- Grant Green - chitarra
- Frank Haynes - sassofono tenore
- Billy Gardner - pianoforte
- Ben Tucker - contrabbasso
- Dave Bailey - batteria[2]